# Hisashi Namekata
Hisashi Namekata (行方 尚史) (né le 30 décembre 1973 à Hirosaki) est un joueur professionnel de shogi japonais.

## Biographie

### Premières années
À l'âge de onze ans, Hisashi Namekata termine troisième du Meijin des écoliers (ja) en 1985. Il entre l'année suivante au centre de formation de la fédération japonaise de shogi sous la tutelle de Yasuharu Ōyama et obtient le titre de professionnel en octobre 1993 à l'âge de dix-neuf ans,.

### Carrière au shogi
Le 29 janvier 2018, Namekata a battu Yasuaki Murayama, remportant ainsi sa 600e  partie officielle,.

#### Historique des promotions
| Année | Grade (dan) |
| ----- | ----------- |
| 1993  | 4e          |
| 1995  | 5e          |
| 1999  | 6e          |
| 2004  | 7e          |
| 2007  | 8e          |
| 2019  | 9e          |

## Palmarès

### Tournois majeurs
Namekata a disputé deux finales de titres majeurs, en 2014 pour le Oi et en 2015 pour le Meijin
. Il est battu dans les deux cas par Yoshiharu Habu sur le score de 1 victoire contre 4.
| Titre  | Années | Nombre de victoires | Apparition infructueuse | Années |
| ------ | ------ | ------------------- | ----------------------- | ------ |
| Meijin |        | 0                   | 1                       | 2015   |
| Ōi     |        | 0                   | 1                       | 2014   |

### Tournoi mineurs
Namekata a remporté le 14e Tournoi rapide des professionnels de moins de trente ans (ja) en 1995 et l' Asahi Open en 2007,.

### Classement annuel des gains en tournoi
Fukaura a figuré dans le top 10 du classement annuel des joueurs de shogi remportant le plus de gains (ja) en 1993 et chaque année entre 2003 et 2018 sauf en 2006, 2013 et 2017.
| Année | Montant gagné (¥) | Rang |
| ----- | ----------------- | ---- |
| 2008  | 20 680 000        | 9e   |
| 2013  | 18 210 000        | 7e   |
| 2014  | 20 900 000        | 6e   |
| 2015  | 26 890 000        | 5e   |